# カリビアン・MOON
カリビアン・MOON（カリビアン・ムーン）は、日本の女子プロレスラー。
身長162cm、体重58kg。
正体は零。

## 経歴・戦歴
2006年
- 12月3日、東京・新木場1stRING「格闘美～Dreamer06～」において、対浦井百合戦でデビュー。ムーンサルトプレスで勝利。
- 12月10日、東京・新木場1stRING「格闘美～Dreamer06～」において、カリビアン・KIMと組んで、渋谷シュウ、チェリー組と対戦。カリビアン・インパクトで勝利。

2007年
- 1月14日、東京・新木場1stRING「格闘美～MASSIVE07～」において、カリビアン・KIMと組んで、渋谷シュウ、チェリー組と対戦。カリビアン・インパクトで渋谷から勝利。

## 得意技
- カリビアン・インパクト
- ムーンサルトプレス

## 入場テーマ曲
- 「パイレーツ・オブ・カリビアンのテーマ」